# Lloyd's List
 Lloyd's List é o jornal mais antigo do mundo ainda em circulação. Criado em 1734 por Edward Lloyd, servia como serviço de informação de saídas e entradas de barcos no porto de Londres.
Pertence ao grupo Informa e sua versão impressa deixou de existir em 20 de dezembro de 2013, permanecendo apenas a versão on-line.